# IC 1297
IC 1297 — галактика типу PN (планетарна туманність) у сузір'ї Південна Корона.
Цей об'єкт міститься в оригінальній редакції індексного каталогу.